# Felipe Guréndez
Felipe Guréndez Aldanondo (Vitoria, 18 de noviembre de 1975)  es un exfutbolista español que jugaba tanto de centrocampista como de lateral. Fue internacional sub-21 y desarrolló la mayor parte de su trayectoria en el Athletic Club.

## Trayectoria
Se inició en las categorías inferiores del Athletic Club en 1991. En mayo de 1995 promocionó al Bilbao Athletic. Pocos meses después debutó en Primera División, el 3 de enero de 1996, en el partido Athletic Club 1 - 0 Zaragoza. En la temporada 1997-98 se marchó como cedido al CA Osasuna, donde jugó 40 partidos. 
Para la campaña 1998-99 se incorporó definitivamente al Athletic Club, con el que llegó a jugar dos encuentros de Liga de Campeones. Con el técnico Luis Fernández vivió su mejor etapa en el club bilbaíno, rondando las treinta titularidades por campaña. En los dos años siguientes fue participando en menos encuentros hasta que, a partir de la temporada 2002-03, prácticamente dejó de contar con oportunidades. De hecho sólo jugó catorce encuentros en sus últimas cuatro campañas como rojiblanco. El 20 de mayo de 2006 jugó su último partido con el Athletic Club en un triunfo por 3 a 1 ante el FC Barcelona, en la última jornada liguera, en el que marcó el segundo gol de su equipo en el encuentro con un disparo con su pierna izquierda desde fuera del área.
Tras ocho temporadas en Bilbao, fichó por el CD Numancia de Segunda División. Con el club soriano disputó setenta partidos, logró un ascenso a Primera División y puso fin a su carrera como futbolista profesional en 2010.

## Selección nacional
Jugó en la selección española sub-21 en doce ocasiones. Con el combinado nacional fue campeón de la Eurocopa sub-21, en 1998, donde además fue titular.

## Clubes
| Club             | País   | Año       |
| ---------------- | ------ | --------- |
| Bilbao Athletic  | España | 1995-1997 |
| Athletic Club    | España | 1996-1997 |
| Osasuna (cedido) | España | 1997-1998 |
| Athletic Club    | España | 1998-2006 |
| CD Numancia      | España | 2006-2010 |

## Palmarés

### Campeonatos nacionales
| Título           | Club        | País   | Año  |
| ---------------- | ----------- | ------ | ---- |
| Segunda División | CD Numancia | España | 2008 |

### Torneos internacionales
| Título          | Equipo | Sede    | Año  |
| --------------- | ------ | ------- | ---- |
| Eurocopa Sub-21 | España | Rumania | 1998 |